# Jaapiella acroptiloniflorae
Jaapiella acroptiloniflorae är en tvåvingeart som beskrevs av Fedotova 1987. Jaapiella acroptiloniflorae ingår i släktet Jaapiella och familjen gallmyggor.
Artens utbredningsområde är Kazakstan. Inga underarter finns listade i Catalogue of Life.